# Oxynoemacheilus cinicus
Oxynoemacheilus cinicus és una espècie de peix pertanyent a la família dels balitòrids i a l'ordre dels cipriniformes.

## Etimologia
L'epítet cinica fa referència al seu lloc d'origen: el riu Cin a Turquia.

## Descripció
Fa 5,9 cm de llargària màxima. 3 espines i 7-8 radis tous a l'aleta dorsal. 3 espines i 5 radis tous a l'anal. 1 espina i 9-10 radis tous a les pectorals. 2 espines i 6-7 radis tous a les pelvianes. Aleta caudal forcada. Línia lateral contínua.

## Hàbitat i distribució geogràfica
És un peix d'aigua dolça, demersal i de clima subtropical, el qual viu a Àsia: és un endemisme del riu Cin (conca del riu Büyük Menderes) a l'Anatòlia occidental (Turquia).

## Observacions
És inofensiu per als humans i el seu índex de vulnerabilitat és baix (15 de 100).